# As-Suwayda (provins)
as-Suwayda, eller al-Suwayda, (arabiska: السويداء) är en provins i södra Syrien, med gräns mot Jordanien i söder. Den administrativa huvudorten är as-Suwayda. Befolkningen uppgick till 352 000 invånare i slutet av 2008, på en yta av 5 550 kvadratkilometer.

## Administrativ indelning
Provinsen är indelad i tre distrikt, mintaqah:
- Salkhad
- Shahba
- as-Suwayda